# 1 500 mètres féminin aux championnats du monde d'athlétisme 1995
Navigation
Stuttgart 1993 Athènes 1997
L'épreuve du 1 500 mètres féminin des championnats du monde d'athlétisme 1995 s'est déroulée du 6 au 9 août 1995 à l'Ullevi Stadion de Göteborg, en Suède. Elle est remportée par l'Algérienne Hassiba Boulmerka.

## Résultats

### Finale
| Rang               | Athlète            | Pays          | Temps         | Notes |
| ------------------ | ------------------ | ------------- | ------------- | ----- |
| Médaille d'or      | Hassiba Boulmerka  | Algérie       | 4 min 02 s 42 |       |
| Médaille d'argent  | Kelly Holmes       | Great Britain | 4 min 03 s 04 |       |
| Médaille de bronze | Carla Sacramento   | Portugal      | 4 min 03 s 79 |       |
| 4                  | Angela Chalmers    | Canada        | 4 min 04 s 74 |       |
| 5                  | Lyudmila Borisova  | Russie        | 4 min 04 s 78 |       |
| 6                  | Anna Brzezińska    | Pologne       | 4 min 05 s 65 |       |
| 7                  | Ruth Wysocki       | États-Unis    | 4 min 07 s 08 |       |
| 8                  | Maite Zúñiga       | Espagne       | 4 min 07 s 27 |       |
| 9                  | Lyudmila Rogachova | Russie        | 4 min 07 s 83 |       |
| 10                 | Yvonne Mai-Graham  | Jamaïque      | 4 min 08 s 01 |       |
| 11                 | Margarita Marusova | Russie        | 4 min 11 s 64 |       |
| 12                 | Małgorzata Rydz    | Pologne       | 4 min 20 s 83 |       |